# Crocidura brunnea brunnea
Crocidura brunnea brunnea is een ondersoort van de spitsmuis Crocidura brunnea die voorkomt in de laaglanden van West-Java. Deze ondersoort is nog iets groter dan de ondersoort van Oost-Java, C. b. pudjonica, en daarmee de grootste spitsmuis van Java (behalve de muskusspitsmuis). De kop-romplengte bedraagt 73 tot 104 mm, de staartlengte 42 tot 64 mm, de achtervoetlengte 13,5 tot 17 mm en de schedellengte 23,1 tot 25,8 mm.